# Nakovanj
Nakovanj nebo Nakovana je opuštěná vesnice v opčině Orebić v Chorvatsku, v Dubrovnicko-neretvanské župě. V roce 2001 zde žilo 4 obyvatele.

## Poloha
Je situována v centrální části vnitrozemí poloostrova Pelješac při hlavní silnici od Viganje na Lovište.

## Části vesnice
- Donja Nakovana
- Gornja Nakovana

## Historie
Podle archeologických výzkumů byla oblast osídlena před 8 tisící lety. Vzhledem k těžké ekonomické situaci v době Rakouska-Uherska došlo v 19. století ke stagnaci kdysi jedné z nejrozvinutějších obcí poloostrova Pelješac. Situace se zhoršila v průběhu 2. světové války, kdy 6. ledna 1943 italská vojska Donju Nakovanu vypálila. Po příchodu německých vojáků koncem roku 1943 byla vesnice zcela opuštěna. Většina obyvatel byla odsunuta do tábora v egyptském El Shatt, ostatní se dostali do koncentračních táborů v Bosně, muži odešli k partyzánům nebo k domobraně. Po válce se obyvatelé vypálených domů odstěhovali do Mirce, Lovište a Viganje, mladší obyvatelé se vystěhovali na Nový Zéland nebo do Austrálie. Od konce osmdesátých let 20. století populace zaniká. V roce 1991 opustil poslední obyvatel Gornju Nakovanj a v Donji Nakovanj žila pouze jedna rodina. Po odchodu posledních obyvatel byla vesnice ponechána napospat zlodějům, kteří ukradli vše, co mělo nějakou hodnotu, včetně inventáře kostela. Dnes je obec zcela opuštěná, ale v okolí jsou četné kulturní a historické památky, jako jeskyně Spila Nakovana, která je nejbohatším nalezištěm ilyrské kultury na světě.

## Galerie

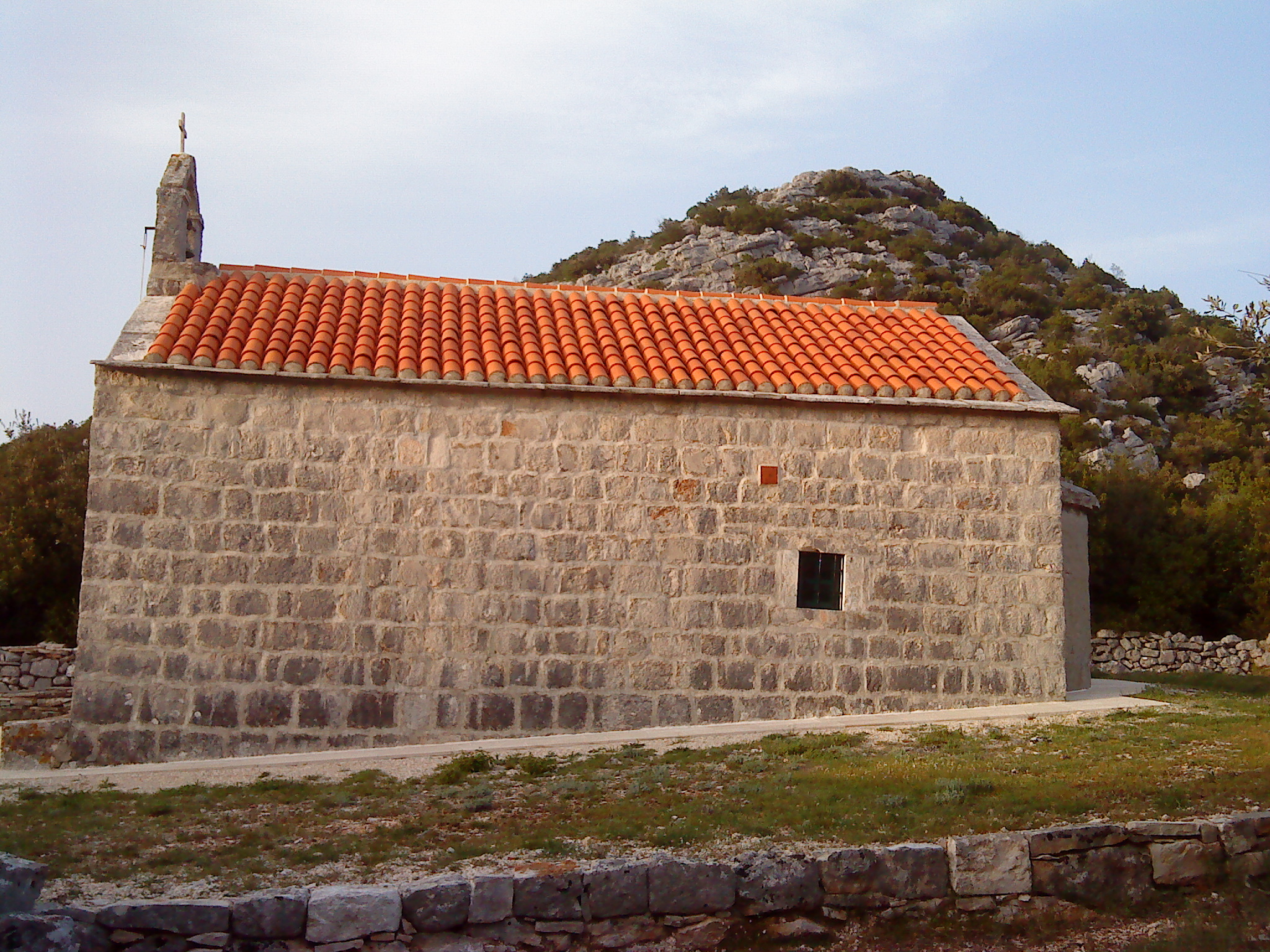
Crkva Male Gospe
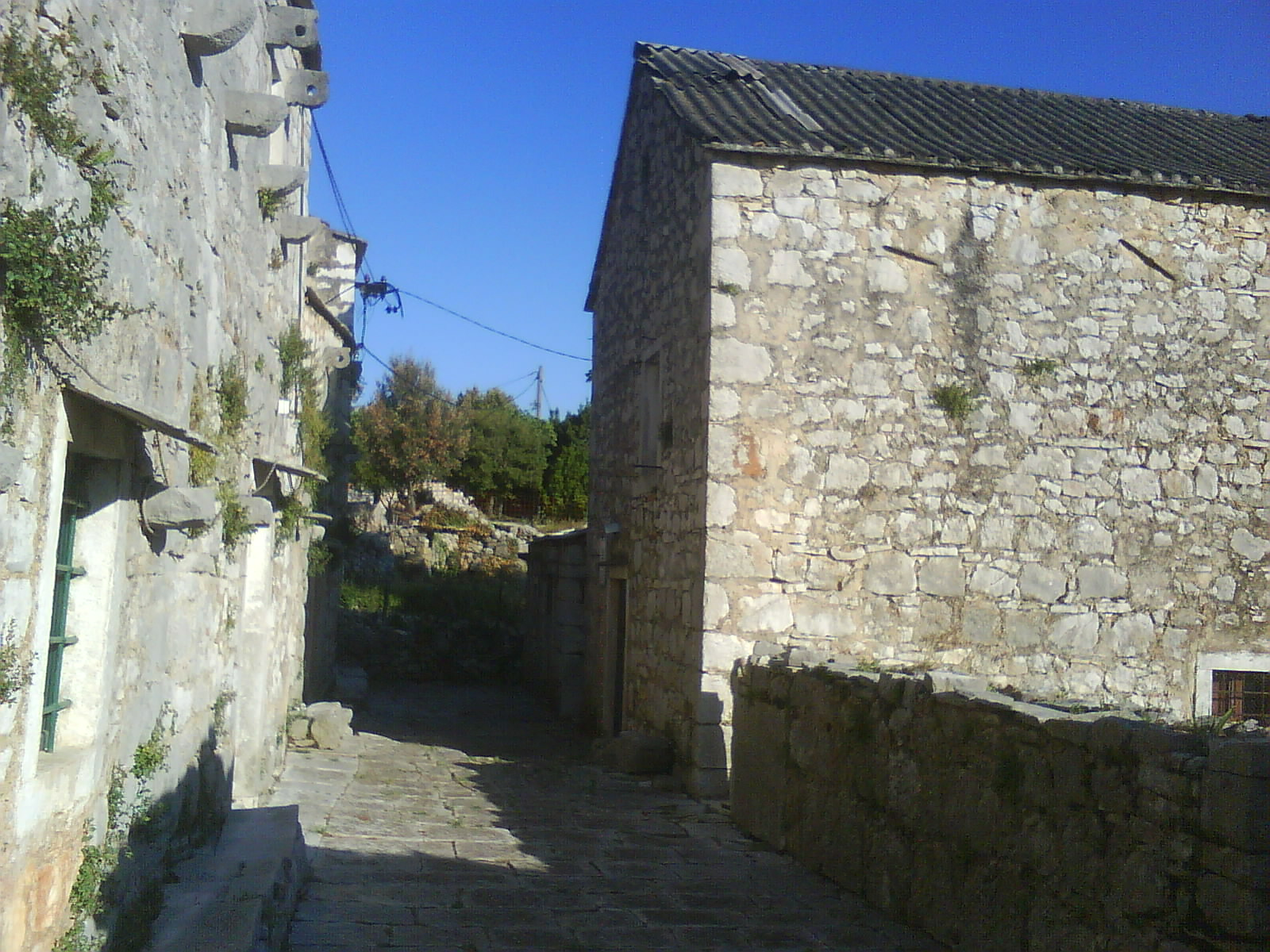
Donja Nakovana
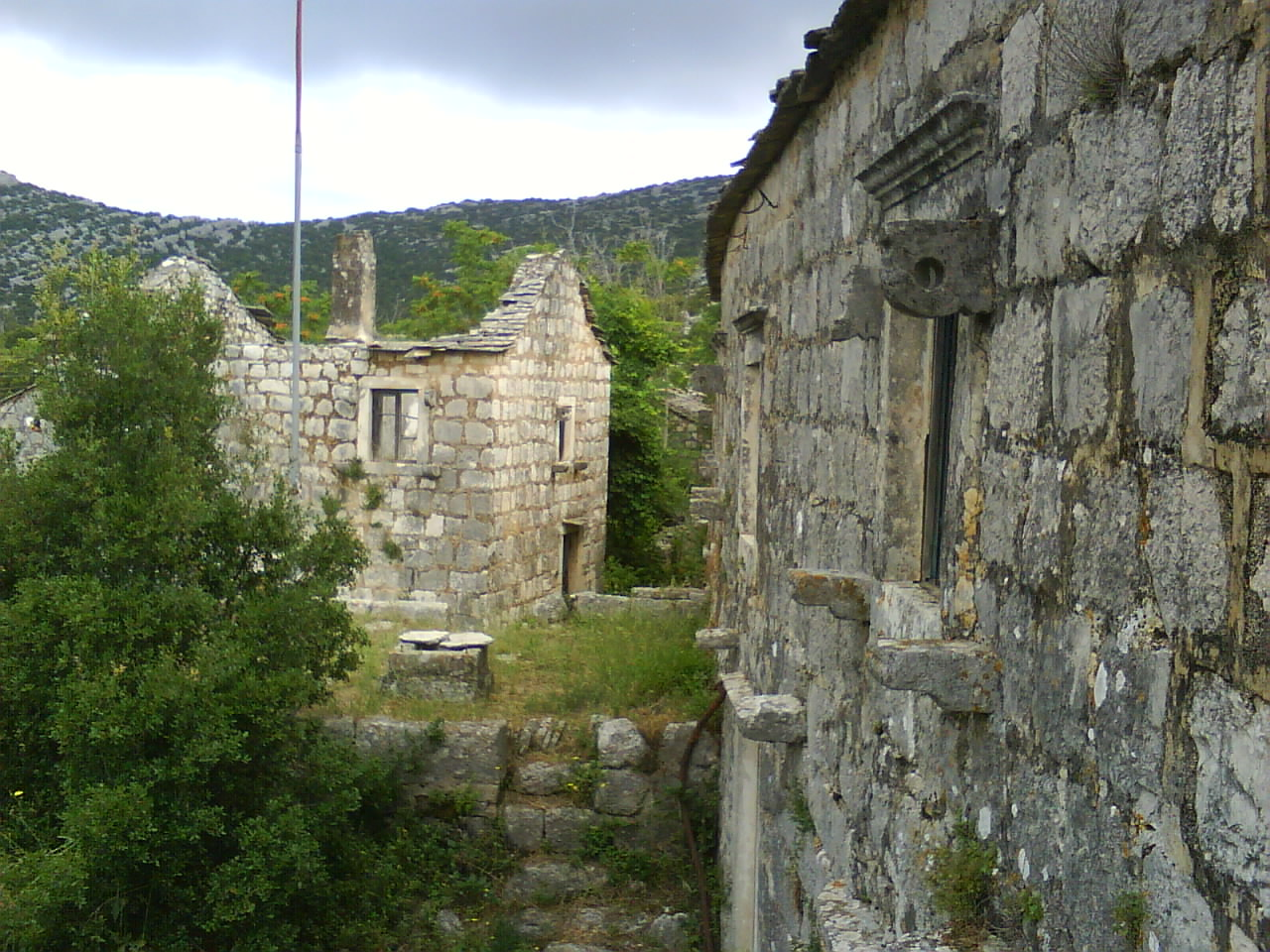
Gornja Nakovana
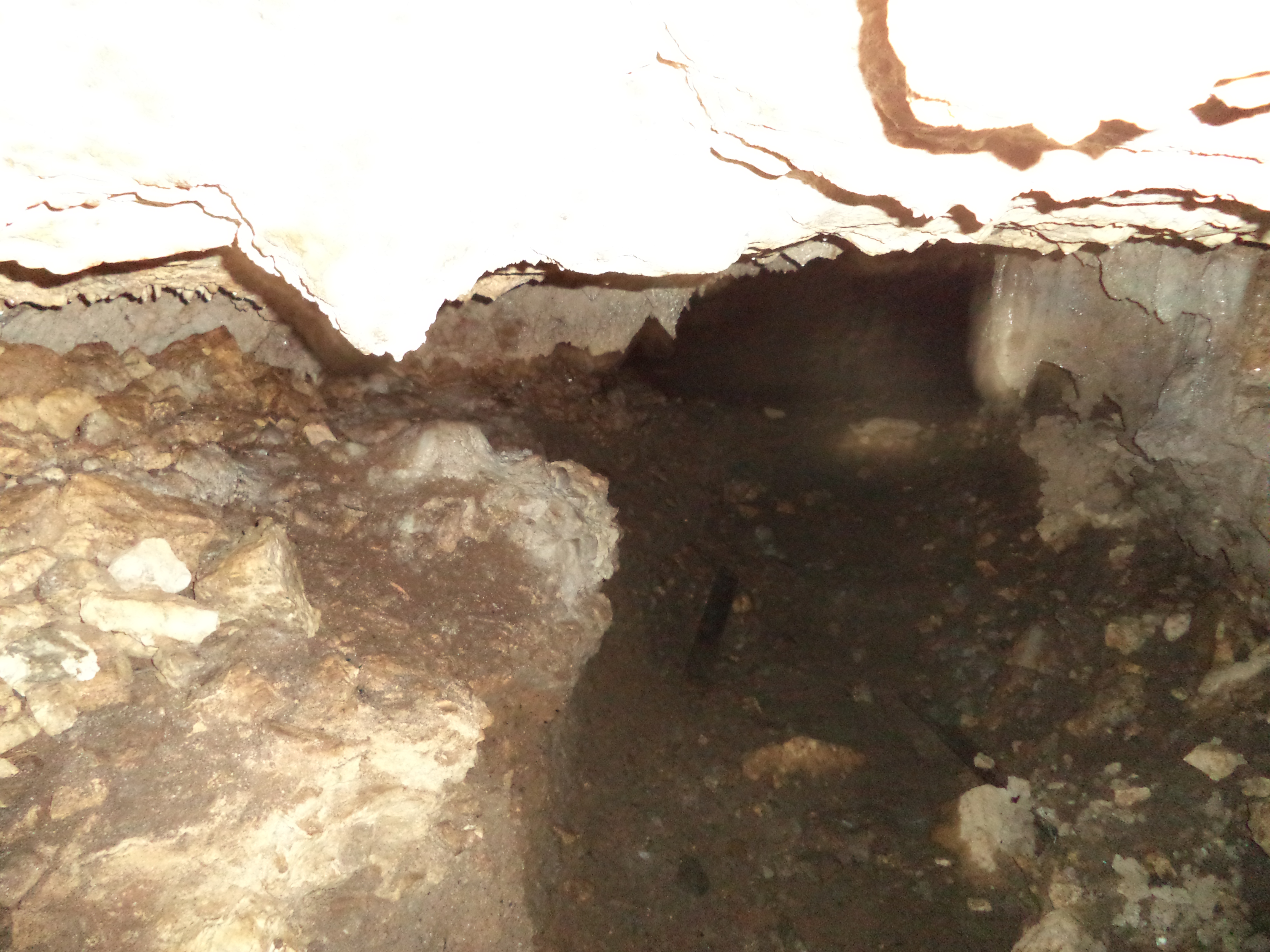
Jeskyně